# 압수수색
|                                                                     |
| 형사소송법                                                          |
| 이념과 구조                                                         |
| 무죄 추정의 원칙 · 자백배제법칙 · 전문법칙                          |
| 증거보전청구권 · 형사보상청구권 · 독수독과이론                      |
| 실체적 진실주의 · 적정절차 · 신속한 재판의 원칙                     |
| 진술거부권 · 접견교통권 · 증거개시제도                              |
| 열람등사권 · 위법수집증거배제법칙                                   |
| 법원                                                                |
| 제척 · 기피 · 회피 · 관할 · 파기환송 · 파기이송 · 파기자판 · 법관   |
| 피고인과 변호인                                                     |
| 피고인 · 변호인 · 성명모용자 · 공동피고인 · 국선변호인 · 법정대리인 |
| 검사                                                                |
| 기소독점주의 · 검사 동일체의 원칙                                   |
| 수사                                                                |
| 함정수사 · 불심검문 · 임의동행 · 동행요구 · 사법경찰관              |
| 구속                                                                |
| 구속영장 · 체포영장                                                 |
| 증거법                                                              |
| 정황증거 · 전문증거 · 진술조서 · 진술서 · 실황조사서 · 검증조서     |
| 진술 · 증인                                                         |
| 재판                                                                |
| 공소장 · 공소장일본주의                                             |
| 고소 · 고발 · 고소불가분의 원칙 · 자수                              |
| 상소                                                                |
| 항소, 상고 & 비상상고                                               |
| 다른 7법 영역                                                       |
| 헌법 · 민법 · 형법                                                  |
| 민사소송법 · 형사소송법 · 행정법                                    |
| 포털: 법 · 법철학 · 형사정책                                        |
| v • d • e • h                                                       |

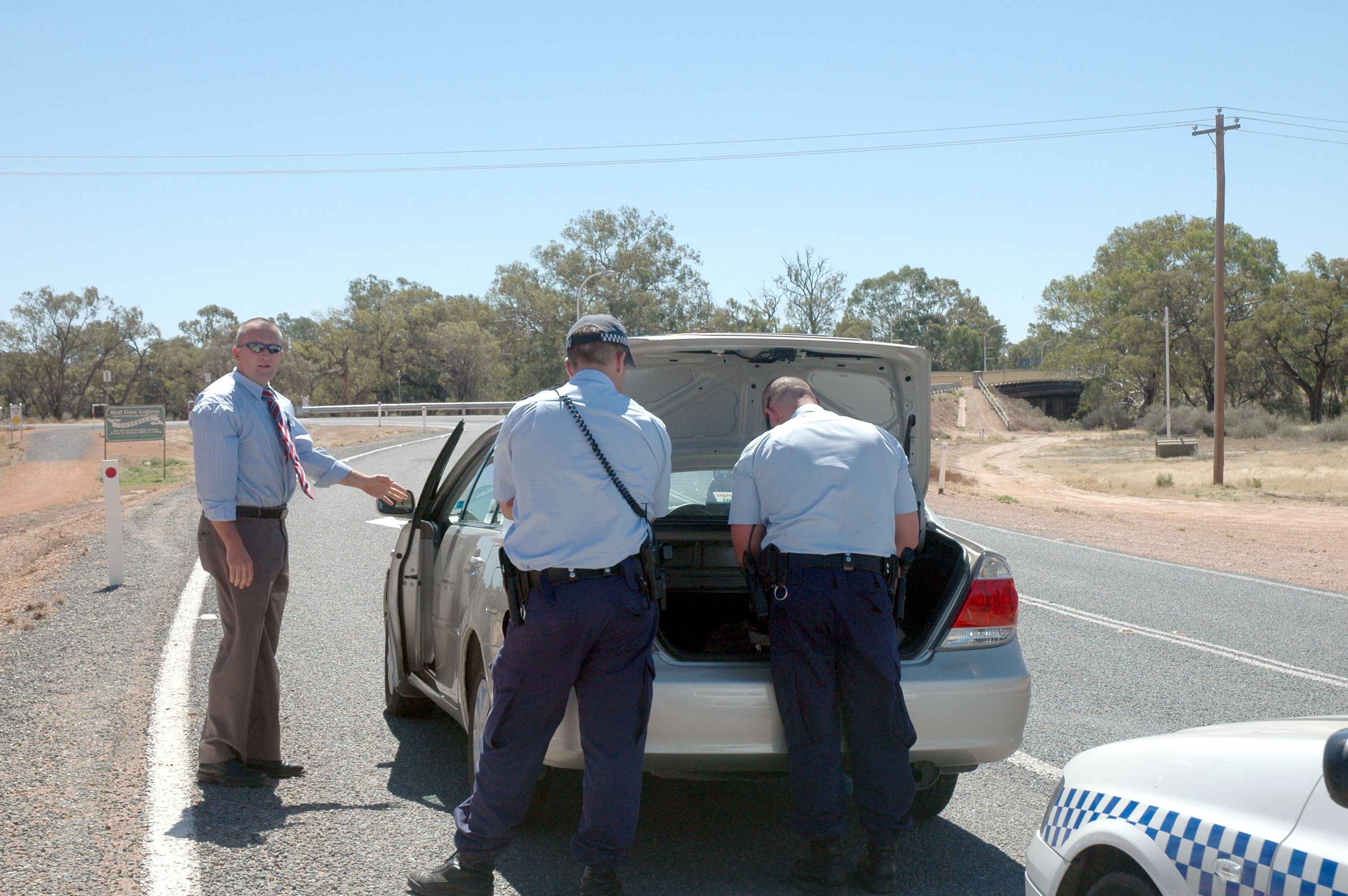

압수수색(押收搜索)은 증거물과 몰수할 것으로 예상되는 물건의 점유를 취득하여 유지하는 처분인 압수와 사람의 신체, 물건, 주거 기타의 장소에서 압수할 물건이나 사람을 발견하기 위해 이를 찾는 처분인 수색을 말한다. 많은 국가에서 압수 수색을 위해 영장을 요구하고 있으며 불법적인 압수수색으로부터 보호받을 헌법적 권리를 보장받고 있다.

## 한국
영장주의가 원칙이며 당사자의 동의가 있을 경우 임의수사의 형태로 압수 수색이 가능하다. 압류, 영치 및 제출명령의 세 가지를 내용으로 한다. 현행범인 경우 동의없이 압수수색을 실시하고 사후영장을 청구할 수 있다. 공무원 또는 공무원이었던 자가 소지 또는 보관하는 물건에 관하여는 본인 또는 그 해당공무소가 직무상의 비밀에 관한 것임을 신고한 때에는 그 소속공무소 또는 당해 감독관공서의 승낙 없이는 압수하지 못한다. (형사소송법 제111조 제1항)
검사 또는 사법경찰관은 피의자가 발송한 것이나 피의자에게 대하여 발송된 우체물 또는 전신에 관한 것으로서 체신관서 기타가 소지 또는 보관하는 물건의 제출을 명하거나 합수를 할 수 있고(제107조 제1항, 제219조), 전항 이외의 우체물 또는 전신에 관한 것으로서 체신관서 기타가 소지 또는 보관하는 물건은 피의사건과 관계가 있다고 인정할 수 있는 것에 한하여 그 제출을 명하거나 압수를 할 수 있다(형사소송법 제107조 제2항, 제219조) 여자의 신체에 대하여 수색할 때에는 성년의 여자를 참여하게 하여야 한다(제124조). 한편, 압수, 수색영장을 집행함에는 미리 집행의 일시와 장소를 전조에 규정한 자에게 통지하여야 한다. 단 참여권자가 참여하지 아니한다는 의사를 명시한 때 또는 급속을 요하는 때에는 예외로 한다. (형사소송법 제122조, 제219조)
공판정에서의 압수, 수색은 영장을 요하지 않는 반면, 공판정 외에서의 압수, 수색은 영장을 발부하여야 한다(제113조).

### 관련법률
- 헌법 제12조 제3항- 체포·구속·압수 또는 수색을 한 때에는 적법한 절차에 따라 검사의 신청에 의하여 법관이 발부한 영장을 제시하여야 한다. 다만, 현행범인 경우와 장기 3년 이상의 형에 해당하는 죄를 범하고 도피 또는 증거인멸의 염려가 있을 때에는 사후에 영장을 청구할 수 있다.
- 형사소송법 제215조- 검사는 범죄수사에 필요한 때에는 지방법원판사에게 청구하여 발부받은 영장에 의하여 압수, 수색 또는 검증을 할 수 있다.

## 압수거부
변호사, 변리사, 공증인, 공인회계사, 세무사, 대서 업자, 의사, 한의사, 치과의사, 약사, 약종상, 조산사, 간호사, 종교의 직이 있는 자 또는 이러한 직에 있던 자가 그 업무상 위탁을 받아 소지 또는 보관하는 물건으로 타인의 비밀에 관한 것은 압수를 거부할 수 있다. 단, 그 타인의 승낙이 있거나 중대한 공익상 필요가 있는 때에는 예외로 한다.

### 영장주의 위배한 압수수색
영장 없는 위법 수집 증거능력 부인한다는 것이 다수 의견이며 피의자가 사후에 동의하더라도 치유가 불가능하다.

### 사례
甲이 乙의 집에 몰래 들어가서 경찰관에게 문을 열어주어 경찰이 乙 컴퓨터에 저장된 로그파일을 수집하도록 도왔다. 이 파일을 토대로 경찰은 乙이 위키백과에 대한 디도스 공격을 준비한 사실을 알아냈다. 이 로그파일은 위법 수집 증거로 증거능력이 부인된다.

## 판례
- 주취운전이라는 범죄행위로 당해 음주운전자를 구속, 체포하지 아니한 경우에도 필요하다면 그 차량 열쇠는 범행 중 또는 범행 직후의 범죄 장소에서의 압수로서 형사소송법 제216조 제3항에 의하여 영장 없이 이를 압수할 수 있다.[2]

- 압수물(피해품)은 피고인에 대한 범죄의 증명이 없게 된 경우에는 압수물의 존재만으로 그 유죄의 증거가 될 수 없다.[3]

- 공범자에 대한 범죄수사를 위하여 여전히 그 물품의 압수가 필요하다거나 공범자에 대한 재판에서 그 물품이 몰수될 가능성이 있다면 검사는 그 압수 해제된 물품을 다시 압수할 수도 있다.[4]

- 헌법과 형사소송법이 구현하고자 하는 적법절차와 영장주의의 정신에 비추어 볼 때, 법관이 압수, 수색영장을 발부하면서 '압수한 물건'을 특정하기 위하여 기재한 문언은 엄격하게 해석하여야 하고, 함부로 피압수자 등에게 불리한 내용으로 확장 또는 유추 해석하여서는 안 된다. 따라서 압수, 수색영장에서 압수한 물건을 '압수 장소에 보관 중인 물건'이라고 기재하고 있는 것을 '압수 장소에 현존하는 물건'으로 해석할 수 없다.[5]

- 지방법원 판사가 한 압 수영장 발부의 재판에 대하여 그와 같은 항고의 방법으로도 불복할 수 없다고 보야 할 것이다. 다만 위와 같은 압수영장에 의하여 수사기관의 압수처분이 이루어진 경우에 그 처분에 대하여 같은 법 제417조에서 정한 준항고의 방법으로 불복할 수는 있을 것이다. 위와 같은 취지에서 이 사건 준항고를 기각한 원심의 조치는 정당하다.[6]

- 집행 현장 사정상 위와 같은 방식에 의한 집행이 불가능하거나 현저히 곤란한 부득이한 사정이 존재하더라도 저장매체 자체를 직접 혹은 하드카피나 이미징 등 형태로 수사기관 사무실 등 외부로 반출하여 해당 파일을 압수, 수색할 수 있도록 영장에 기재되어 있고 실제 그와 같은 사정이 발생한 때에 한하여 위 방법이 예외적으로 허용될 수 있다.[7]

- 현행의 불법감금상태를 제거하고 범인을 체포할 긴급한 필요가 있다고 보여지므로, 경찰이 압수수색영장 없이 도서관 건물에 진입한 것은 적법한 공무원의 직무집행이다.[8]

- 공무원이 그 권한에 의하여 작성한 문서는 그 내용의 일부에 허위기재된 부분이 있다 하더라도 그 문서자체는 공무소의 소유에 속하는 것이라고 해석함이 상당할 것이다. 따라서 피고인이 작성한 위 월간 판매 실적 보고서는 비록 그 내용에 일부 허위 기재된 부분이 있다 하여도 소관 육군 부대의 소유에 속한다 할 것인즉 원심이 이 사건 월간 판매 실적 보고서를 범인 이외의 자의 소유에 속하지 아니한 것으로 보아 몰수하였음은 형법 제48조 제1항 제1호를 잘못 적용한 것이다[9]

- 뇌물을 받은 자가 그 뇌물을 증뢰자에게 반환한 때에는 증뢰자로부터 이를 몰수 또는 추징하여야 한다[10].

- 제3자 소유의 물건에 대한 몰수판결은 제3자의 소유권에 영향을 미치지 아니한다[11].

- 특별한 이유 없이 호흡측정기에 의한 측정에 불응하는 운전자에게 경찰 공무원이 혈액채취에 의한 측정 방법이 있음을 고지하고 그 선택 여부를 물어야 할 의무가 있다고 할 수 없다.[12]

- 의료인이 진료 목적으로 채혈한 환자의 혈액을 임의로 제출하였다면 특별한 사정이 없는 한 반드시 그 환자의 동의를 받아야 하는 것이 아니므로, 압수절차가 피고인이나 가족의 동의 및 영장 없이 행하여졌어도 적법절차를 위반한 위반은 없다.[13]

- 수사기관에 대하여 형사소송법상의 환부 청구권을 포기한다는 의사표시를 하더라도 그 효력이 없어 그에 의하여 수사기관의 필요적 환부 의무가 면제된다고 볼 수 없으므로, 압수물의 소유권이나 그 환부 청구권을 포기하는 의사표시로 인하여 위 환부 의무에 대응하는 압수물에 대한 환부 청구권이 소멸하는 것은 아니다.[14]

## 같이 보기
- 대한민국 형사소송법 제215조
- 대한민국 형사소송법 제199조